# Rire contre le racisme
 (août 2024).
Si vous disposez d'ouvrages ou d'articles de référence ou si vous connaissez des sites web de qualité traitant du thème abordé ici, merci de compléter l'article en donnant les références utiles à sa vérifiabilité et en les liant à la section « Notes et références ».
Rire contre le racisme est un événement annuel organisé par les associations françaises SOS Racisme et UEJF.      

## Histoire
Né en 2004 de la collaboration de l'UEJF et de SOS Racisme, l'événement combat les préjugés et les stéréotypes à travers l'humour.
Rire contre le racisme fait partie d'une des nombreuses manifestations organisées pour la journée mondiale de lutte contre le racisme.
Le 7 avril 2008, lors de la cinquième édition du spectacle Rire contre le racisme, plus de 5 000 personnes sont venues[réf. nécessaire] au Zénith de Paris afin de soutenir les valeurs antiracistes et d'assister à cette soirée réunissant les plus grands comiques et humoristes français.
Lors de l'édition de 2008, plus d'une vingtaine de comiques ont répondu à l'appel de SOS Racisme (qui fêtait cette année-là sa 20e année) et de l'UEJF (Union des Étudiants Juifs de France).
Étaient entre autres présents ce soir-là : Michel Boujenah, Anthony Kavanagh, Anne Roumanoff, Booder, Kallagan, Max Boublil, Phil Darwin, Didier Gustin, Stéphane Guillon, Virginie Hocq, Gérald Dahan, Michael Gregorio et Ben.
Cyril Hanouna, quant à lui, endossait le rôle de maître de cérémonie et présentait les artistes et les sketchs de cette soirée. Ces sketchs ont été revisités pour coller au thème de la lutte contre le racisme et l'antisémitisme.
Cette soirée a été enregistrée et diffusée sur France 4.
L'émission est réitérée en 2021.

## Bande dessinée
Une bande-dessinée du même nom "Rire contre le racisme" a été éditée par les deux organisations.
Ce livre regroupe plus de 35 artistes et est composé de planches créées spécifiquement, de dessins de presse, de sketchs d'humoristes adaptés en BD et de rééditions de récits publiés ailleurs.
Cet ouvrage collectif à thème humanitaire et à but caritatif (les bénéfices sont effets reversés à SOS Racisme et à l'UEJF) fait suite aux spectacles d'humour et possède le même concept : combattre sur un ton décalé et par l'humour les préjugés racistes et antisémites encore trop présent de nos jours.

## Logo
Le logo de cet événement a été dessiné par l'artiste plasticien Bruno Hadjadj.